# Shākhāl
Shākhāl (persiska: شاخال, Shād Khāl) är en ort i Iran.   Den ligger i provinsen Gilan, i den nordvästra delen av landet, 240 km nordväst om huvudstaden Teheran. Shākhāl ligger 1 meter över havet och antalet invånare är 822.
Terrängen runt Shākhāl är platt.Runt Shākhāl är det ganska tätbefolkat, med 111 invånare per kvadratkilometer. Närmaste större samhälle är Rasht, 14,8 km öster om Shākhāl. Trakten runt Shākhāl består till största delen av jordbruksmark.